# Манифесто (фильм)
«Манифесто» (нем. Manifesto) — австрало-немецкая многоканальная видеоинсталляция, спродюсированная и поставленная Юлианом Розефельдтом в 2015 году, в которой Кейт Бланшетт на протяжении 13 различных сцен читает тексты главных художественных манифестов XX века. Материал был снят за 12 дней в Берлине и его окрестностях в декабре 2014.
Премьера и показы фильма проходили в Австралийском центре подвижного изображения с 9 декабря 2015 по 14 марта 2016. Инсталляция также демонстрировалась в Музее современности, Берлин, с 10 февраля по 10 июля 2016, и в Арсенале Седьмого полка, Нью-Йорк, с 7 декабря 2016 по 8 января 2017.
Премьера девяностоминутной версии фильма прошла на кинофестивале «Сандэнс» в январе 2017.
В России фильм был впервые показан как часть совместной программы Музея «Гараж» и Beat Film Festival «Художник за кадром» в мае 2017. 8 июня того же года дистрибьюторы A-One и Russian World Vision выпустили фильм в российский прокат.

## Сюжет
Фильм встраивает манифесты разного времени в узнаваемые ситуации из современности. Манифесты произносятся 13 разными персонажами, среди которых школьный учитель, рабочий завода, хореограф, панк, ведущий новостей, учёный, кукловод, вдова и бездомный.
Фильм (в выставочном варианте) состоит из 4-минутного пролога и 12 частей, каждая по 10,5 минут. В каждой персонаж зачитывает фрагменты манифестов различных художественных или политических течений.
| No.                                                       | Персонаж                                                                    | Манифесты |
| --------------------------------------------------------- | --------------------------------------------------------------------------- | --- |
| 1. Пролог                                                 | Зажжённый фитиль                                                            | Карл Маркс / Фридрих Энгельс, Манифест Коммунистической партии (1848) Тристан Тцара, Манифест Дада (1918) Филипп Супо, Литература и отдых (1920) |
| 2. Ситуационизм                                           | Бездомный                                                                   | Лучо Фонтана, Белый манифест (1946) Клуб Джона Рида в Нью-Йорке, Проект манифеста (1932) Антон Нивенхейс, Манифест (1948) Александр Родченко, Манифест Супрематистов и абстракционистов (1919) Ги Дебор, Манифест ситуационистов (1960) |
| 3. Футуризм                                               | Брокер                                                                      | Филиппо Томмазо Маринетти, Обоснование и манифест футуризма (1909) Джакомо Ба́лла / Умберто Боччони / Карло Карра / Луиджи Руссоло / Джино Северини, Манифест художников-футуристов (1910) Гийом Аполлинер, Футуристическая антитрадиция (1913) Дзига Вертов, МЫ: вариант манифеста (1922) |
| 4. Архитектура                                            | Работник мусоросжигательного завода                                         | Бруно Таут, Долой серьёзность! (1920) Бруно Таут, Рассвет (1921) Антонио Сант-Элиа, Манифест футуристической архитектуры (1914) Coop Himmelb(l)au, Архитектура должна пылать (1980) Роберт Вентури, Непрерывная архитектура: нежный манифест (1966) |
| 5. Вортицизм / Синий всадник / Абстрактный экспрессионизм | Генеральный директор на частной вечеринке                                   | Василий Кандинский / Франц Марк, «Предисловие к альманаху „Синий всадник“» (1912) Барнетт Ньюман, Возвышенное сейчас (1948) Перси Уиндем Льюис, Манифест (1914) |
| 6. Стридентизм / Креасьонизм                              | Панк с татуировками                                                         | Мануэль Мейплс Арсе, Установка на сдержанность (1921) Висенте Уидобро, 'Мы должны творить (1922) Наум Габо / Антуан Певзнер, Манифест реалистов (1920) |
| 7. Супрематизм / Конструктивизм                           | Учёный                                                                      | Наум Габо / Антуан Певзнер, Манифест реалистов (1920) Казимир Малевич, Манифест супрематистов (1916) Ольга Розанова, Кубизм, футуризм, супрематизм (1917) Александр Родченко, Манифест Супрематистов и абстракционистов (1919) |
| 8. Дадаизм                                                | Говорящая на похоронах                                                      | Тристан Тцара, Манифест Дада (1918) Тристан Тцара, Манифест господина Аа Антифилософа (1920) Франсис Пикабиа, Каннибальский дада-манифест (1920) Жорж Рибмон-Дессень, Удовольствия Дада (1920) Жорж Рибмон-Дессень, Публике (1920) Поль Элюар, Пять путей к недостаткам Дада или пара слов объяснения (1920) Луи Арагон, Дада-манифест (1920) Рихард Хюльзенбек, Первый немецкий манифест Дада (1918) |
| 9. Сюрреализм / спациализм                                | Кукловод                                                                    | Андре Бретон, Манифест сюрреализма (1924) Андре Бретон, Второй манифест сюрреализма (1929) Лучо Фонтана, Белый манифест (1946) |
| 10. Поп-арт                                               | Консервативная мать в кругу семьи (Эндрю Аптон и их дети: Дэш, Роман, Игги) | Клас Олденбург, Я за искусство… (1961) |
| 11. Флуксус / Мерц / Перформанс                           | Хореограф                                                                   | Ивонна Райнер, Нет манифеста (1965) Эмметт Уильямс, Филип Корнер, Джон Кейдж, Дик Хиггинс, Аллен Бакофф, Ларри Миллер, Эрик Андерсен, Тома Шмит, Бен Вотье (1963—1978), Джордж Мачюнас, Манифест Флуксус (1963) Мирл Ладерман Юклс, Манифест обслуживания искусства (1969) Курт Швиттерс, Сцена Мерц (1919)                                                                                           |
| 12. Концептуальное искусство / Минимализм                 | Ведущий новостей и репортёр                                                 | Сол Левитт, Параграфы о концептуальном искусстве (1967) Сол Левитт, Высказывания о концептуальном искусстве (1969) Элейн Стертеван, Смещение ментальных структур (1999) Элейн Стертеван, Человек — дубль человека — копия человека — клон (2004) Адриан Пайпер, Идея, форма, контекст (1969) |
| 13. Кино / Эпилог                                         | Учительница                                                                 | Стэн Брекидж, Метафоры взгляда (1963) Джим Джармуш, Золотые правила создания кино (2004) Ларс фон Триер / Томас Винтерберг, Догма 95 (1995) Вернер Херцог, Миннесотская декларация (1999) Леббеус Вудс, Манифест (1993) — Эпилог |

## Работа над сценарием
Розенфельдт начал работу над проектом с изучения и анализа текста манифестов, начиная с Манифеста Коммунистической партии Карла Маркса и Фридриха Энгельса 1848 года, Обоснования и манифеста футуризма Филиппо Томмазо Маринетти 1909 и заканчивая Золотыми правилами создания кино Джима Джармуша 2004 года, самым современным из рассматриваемых текстов. Розефельдт выбрал приблизительно 60 манифестов, которые он «находит наиболее волнующими, а также наиболее нужными», или «потому что они дополняют друг друга.» После разделения текстов на фрагменты и их сопоставления появилось 12 манифестных коллажей.
Розефельдт рассказывал, что главной идеей проекта было создать образ женщины, воплощающей манифесты. Он хотел «создать работу, в которой женщина исполняет много ролей» на художественной основе.
Параллельно с этим, я начал делать эскизы различных сцен, в которых женщина разговаривала; закончил 60 короткими сценками, ситуациями про людей с разным уровнем образования и в разной профессиональной среде. Единственной общей чертой этих черновых сцен было то, что они происходят сегодня, и что женщина произносит монолог... Иногда мы слышим её внутренний голос, в других она обращается к публике, в одной даже брала интервью у самой себя и т.д. В итоге я скомпоновал всё в 12 сцен и 12 связанных друг с другом текстовых коллажей.
Розефельдт и Бланшет познакомились несколькими годами ранее в Берлине благодаря Томасу Остермаеру, который работал вместе с Розефельдтом в театре. Розефельдт описывал Бланшетт её роль как образ Боба Дилана в фильме Тодда Хейнса Меня там нет, повлиявшем на замысел проекта. Резефельдт и Бланшет встречались несколько раз, устраивая мозговой штурм и разрабатывая проект вместе.
Розефельдт описывал работу над сценарием как «очень органическую»: «Я начал играть с текстами, редактировать, комбинировать и преобразовывать их в нечто новое, что можно произнести и сыграть… Они игриво дополняют друг друга». Он был увлечён идеей намекнуть на «хор, беседу…[соединяя] эти разные голоса в новые монологи: вновь обращая эти тексты на самих себя.» Проект «ставит вопрос о роли художника в современном обществе», опираясь на «написанное Футуристами, Дадаистами, художниками Флуксус, Ситуационистами и Догму 95, и на размышления отдельных художников, архитекторов, танцоров, кинематографистов.» Розефельдт считает свой проект «почтением к красоте художественных манифестов» — манифестом манифестов". Он назвал его Манифесто, поскольку «эта работа сфокусирована прежде всего на текстах, будь то тексты художников, кинематографистов, писателей, исполнителей или архитекторов — и на поэзию этих текстов.»